# Robby D.
Robby D., död 5 november 2021, var en amerikansk regissör och skådespelare i pornografisk film.
Robby D. regisserade sedan debuten 1992 över 200 filmer, bland annat I Love Tits. Han spelade även själv i ett tiotal filmer mellan åren 1998 och 2006.